# Jacky Le Menn
Pour les articles homonymes, voir Le Menn.
Jacky Le Menn, né le 17 mars 1941 à Rive-de-Gier (Loire) et mort le 13 juillet 2025 à Saint-Malo, est un homme politique français. Membre du Parti socialiste depuis le congrès d'Épinay en 1971, il est sénateur d‘Ille-et-Vilaine de 2008 à 2014.

## Biographie

### Carrière
Jacky Le Menn est nommé directeur du centre hospitalier de Saint-Malo le 1er janvier 1983 et reste à ce poste jusqu'à sa retraite en 2000,. En parallèle, il s'investit dans la vie politique locale. Il se présente une première fois à la tête de la liste de gauche lors de l'élection municipale de 1995 à Saint-Malo ; il est battu par René Couanau, le maire sortant[réf. souhaitée]. À nouveau candidat lors des élections municipales malouines de 2001 et 2008, il échoue à nouveau à deux reprises face à René Couanau.
Il obtient son premier succès électoral en étant élu conseiller régional de Bretagne de 1986 à 1992 sur la liste socialiste. Il est également élu au conseil municipal de Saint-Malo sous la liste conduite par Louis Chopier (PS) de 1989 à 1995. Il est ensuite élu dans le canton de Saint-Malo-Sud lors des élections cantonales de 1998. Réélu en 2004, il devient vice-président du conseil général d'Ille-et-Vilaine et abandonne alors son mandat municipal. Il décide de ne pas se représenter aux élections cantonales de 2011
Il est investi lors du conseil fédéral du  6 mai 2008 pour figurer en troisième place sur la liste socialiste menée par Edmond Hervé pour les élections sénatoriales de septembre. Le 21 septembre 2008, il est élu sénateur.

## Distinctions
Jacky Le Menn a été nommé Chevalier dans l'ordre national du Mérite par décret du président de la République du 11 février 1986, puis promu officier par décret du 12 mars 1999.
- Chevalier de la Légion d'honneur (14 juillet 2015[11])

## Mandats électoraux
Sénateur
- 1er octobre 2008 - 30 septembre 2014 : sénateur d’Ille-et-Vilaine

Conseiller général
- 22 mars 1998 - 28 mars 2004 : membre du conseil général d'Ille-et-Vilaine (élu dans le canton de Saint-Malo-Sud)
- 29 mars 2004 - 27 mars 2011 : vice-président du conseil général d'Ille-et-Vilaine

Conseiller municipal
- 18 juin 1989 - 18 mars 1995 : conseiller municipal de Saint-Malo
- 18 mars 2001 - 28 mars 2004 : conseiller municipal de Saint-Malo (démission)